# Cleobulus
Cleobulus van Lindus of van Rodos (Oudgrieks: Κλεόβουλος ὁ Λίνδιος; Κλεόβουλος ὁ Ῥοδίος) was een Grieks tiran, filosoof en dichter afkomstig uit Lindus op Rodos en was de zoon van Euagoras. Hij werd gerekend tot de Zeven Wijzen.

## Biografie
Volgens bronnen groeide hij op als een knappe man met een sterke persoonlijkheid.
Hij studeerde filosofie in Egypte en schreef filosofische gedachten in versvorm. Hij had een dochter Cleobulina, die raadsels schreef in hexameterverzen, die het werk van haar vader vermeendelijk evenaarden.
Tevens schreef hij volgens Diogenes Laërtius een brief naar Solon om hem uit te nodigen in het rustieke Lindus te komen wonen, waar hij veilig zou zijn van de tiran Pisistratus. In de brief wordt Lindus beschreven als een democratische plaats. Clemenz van Alexandrië beschrijft Cleobulus in diens Stromata echter als de koning van Lindus, Plutarchus verwijst zelfs naar hem als een tiran. Het is echter meer waarschijnlijk dat hij als democratisch verkozene een politieke functie vervulde, zoals Aristoteles aanhaalt.
Volgens bronnen zou hij ook de tempel van Minerva hersteld hebben die oorspronkelijk gebouwd was door Danaus.
Hij stierf op zeventigjarige leeftijd een natuurlijke dood.

## Werk
Cleobulus schreef liederen en gezegden in versvormen. Volgens Diogenes Laërtius zou zijn verzamelde werk ruim 3000 regels hebben geteld.
Diogenes nam ook enkele van zijn verzen over:

| χαλκῆ παρθένος εἰμί, Μίδα δ' ἐπὶ σήματι κεῖμαι. ἔστ' ἂν ὕδωρ τε νάῃ καὶ δένδρεα μακρὰ τεθήλῃ, ἠέλιός τ' ἀνιὼν λάμπῃ, λαμπρά τε σελήνη, καὶ ποταμοί γε ῥέωσιν, ἀνακλύζῃ δὲ θάλασσα, αὐτοῦ τῇδε μένουσα πολυκλαύτῳ ἐπὶ τύμβῳ, ἀγγελέω παριοῦσι, Μίδας ὅτι τῇδε τέθαπται. | Ik ben een zelfzekere meid die hier ligt op de graftombe van Midas. En zo lang dat het water vloeit, de bomen groen zijn en bladeren dragen, de zon schijnt, alsook de zilveren maan, Zo lang als de rivieren stromen en de stroming gromt, Zo lang zal ik blijven op deze veelbeweende tombe, Vertel aan de voorbijgangers, "Midas ligt hier begraven". |
Bron: Diogenes Laërtius, Cleobulus 2.

Enkele van zijn gezegden (Diogenes Laërtius, Cleobulus 4.):
- "Onwetendheid en praatgraagheid zijn de grootste defecten onder de mensen".
- "Koester geen enkele gedachte".
- "Wees niet leugenachtig of ondankbaar".
- "Behandel je vrienden zo opdat ze nog betere vrienden mogen worden, behandel je vijanden zo opdat ze ooit vrienden zullen zijn".
- "Geef je vrienden niet de mogelijkheid om je ergens van te beschuldigen en je vijanden geen kans om tegen je een complot te smeden."
- "Wanneer een man het huis verlaat moet hij denken over wat hij gaat doen, als hij terug thuiskomt moet hij nadenken over wat hij heeft gedaan."
- "Luister graag, eerder dan te praten".
- "Spreek goed over mensen".
- "Toon affectie voor je vrouw en maak geen ruzie met haar voor de ogen van anderen".
- "Geef je best mogelijke advies aan je vaderland".
- "Leer graag, eerder dan onwillig te zijn om te leren".
- "Zoek deugd en zweer ondeugd af".
- "Wees superieur ten aanzien van genot".
- "Voed uw kinderen op".
- "Wees bereid tot verzoening na ruzies".
- "Vermijd onrechtvaardigheid".
- "Doe niets met geweld".
- "Gematigdheid is de beste zaak".

## Referentie
- E. Elder, art. Cleobulus, in W. Smith (ed.), A dictionary of Greek and Roman biography and mythology, I, Boston, 1867, pp. 789-790.

## Antieke bronnen
- (grc)  Diogenes Laërtius, Βίοι καὶ γνῶμαι τῶν ἐν φιλοσοφίᾳ εὐδοκιμησάντων. Βιβλίον Α'. ΚΛΕΟΒΟΥΛΟΣ. [ed. H.S. Long, Oxford, 1964.]
  - (en)  Diogenes Laërtius, Leven en leer van beroemde filosofen. Boek I: Leven van Cleobulus [trad. C.D. Yonge, Londen, 1853.]
- (grc)  Pausanias, X 24.1. [ed. F. Spiro, Leipzig, 1903.]
  - (en)  Pausanias, Description of Greece X 24.1. [trad. W.H.S. Jones, Cambridge-Londen, 1918.]
- (grc)  Plato, Πρωταγόρας 343 a. [ed. J. Burnet, Oxford, 1903.]
  - (en)  Plato, Protagoras 343a. [trad. W.R.M. Lamb, Cambridge-Londen, 1967.]

- Gemeinsame Normdatei: 102385106
- International Standard Name Identifier: 0000 0000 1340 8110
- Système universitaire de documentation: 199580383
- Virtual International Authority File: 17613996